# 에르되시-스트라우스 추측
수론에서 1948년, 에르되시 팔과 에른스트 스트라우스(Ernst G. Straus)가 추측에 사용한 공식이다.
에르되시-스트라우스 추측(Erdős–Straus conjecture)이라고 한다.
정수에 대해서 n ≥ 2일때, 자연수 x, y, z의 해가 언제나 존재한다라고하는 것에 대한 추측이다.
{\displaystyle {\frac {4}{n}}={\frac {1}{x}}+{\frac {1}{y}}+{\frac {1}{z}}}
예로, n = 5는 다음과 같은 2개의 해가 존재한다.
{\displaystyle {\frac {4}{5}}={\frac {1}{2}}+{\frac {1}{4}}+{\frac {1}{20}}={\frac {1}{2}}+{\frac {1}{5}}+{\frac {1}{10}}}
2013년, 테렌스 타오가 크리스티안 엘숄츠(Christian Elsholtz)와 함께 이 문제에대한 추측상의 출현 수 세기에 대한 논문을 발표했다.
수학의 미해결 문제이다.
또한 이것은 {\displaystyle x^{2}+y^{2}=z^{2}}이라는 피타고라스의 정리의 연장선상에 있는 {\displaystyle x^{n}+y^{n}=z^{n}}이라는 디오판토스의 방정식의 분수형태의 변형과 관계있다.

## 같이 보기
- 수학의 미해결 문제 목록
- 디오판토스 방정식
- 페르마의 마지막 정리
- 피타고라스 수
- 즈남 문제
- 이집트 분수

## 참고
- Elsholtz, Christian; Tao, Terence (2013), “Counting the number of solutions to the Erdős-Straus equation on unit fractions” (PDF), 《Journal of the Australian Mathematical Society》 94 (1): 50–105, arXiv:1107.1010, MR 3101397.